# Лондрина
Лондрина (порт. Londrina) град је у Бразилу у савезној држави Парана. Према процени из 2007. у граду је живело 497.833 становника.

## Становништво
Према процени из 2007. у граду је живело 497.833 становника.
| 1991.   | 2000.   |
| ------- | ------- |
| 390.100 | 447.065 |

## Партнерски градови
- Модена
- Толидо
- Гимараис
- Џенђанг
- Nago